# Mangrovie del Rio São Francisco
Le mangrovie del Rio São Francisco sono una ecoregione terrestre definita dal WWF (codice ecoregione: NT1433) che comprende una ristretta fascia di mangrovie ubicate sulla costa nordorientale del Brasile.

## Territorio
L'ecoregione raggruppa le formazioni di mangrovie che si susseguono, quasi senza soluzione di continuità, sugli estuari dei fiumi São Francisco, Sergipe, Paruguaçu e Vaza-Barris, lungo le coste degli stati brasiliani di Alagoas, Sergipe e Bahia.

## Flora
La vegetazione, alta sino a 20 m, è formata da mangrovie rosse (Rhizophora mangle), mangrovie nere (Avicennia schaueriana) e mangrovie bianche (Laguncularia racemosa).

## Fauna

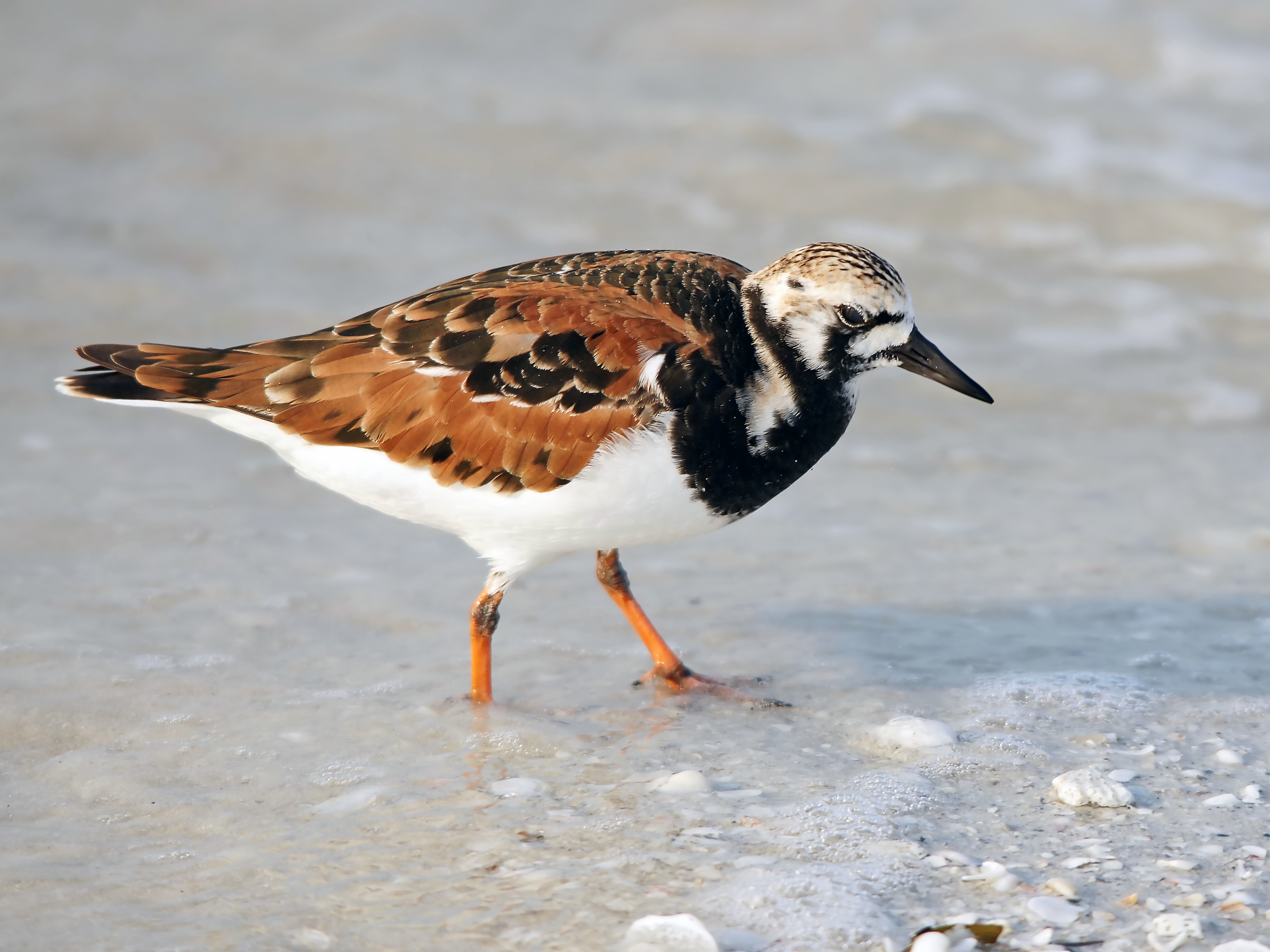
Un esemplare di voltapietre (Arenaria interpres)

Le mangrovie di questa ecoregione ospitano colonie nidificanti di diverse specie di uccelli tra cui l'airone bianco maggiore (Ardea alba), l'airone azzurro minore (Egretta caerulea) e la garzetta nivea (Egretta thula). Tra gli uccelli migratori che utilizzano le mangrovie come area di sosta ci sono il voltapietre (Arenaria interpres), il piro-piro macchiato (Actitis macularius) e il chiurlo piccolo (Numenius phaeopus).
Nell'ecoregione si trovano siti di nidificazione di quattro specie di tartarughe marine: la tartaruga comune (Caretta caretta), la tartaruga verde (Chelonia mydas), la tartaruga embricata (Eretmochelys imbricata) e la tartaruga olivacea (Lepidochelys olivacea).

## Conservazione
Parte del territorio dell'ecoregione ricade all'interno di aree protette le più importanti delle quali sono le aree di protezione ambientale di Piaçabuçu e Mangue Seco, e la riserva biologica di Santa Isabel.